# Геккенбах
Геккенбах (нім. Heckenbach) — громада в Німеччині, розташована в землі Рейнланд-Пфальц. Входить до складу району Арвайлер. Складова частина об'єднання громад Альтенар.
Площа — 27,34 км2. Населення становить 226 ос. (станом на 31 грудня 2020).